# Óblast de Kostromà
L'óblast de Kostromà (en rus Костромска́я о́бласть, transliterat Kostromskaia óblast) és un subjecte federal de Rússia.